# In dubio pro reo
In dubio pro reo es una locución latina que expresa el principio jurídico de que en caso de duda, por ejemplo, por insuficiencia probatoria, se favorecerá al imputado o acusado (reo). Es uno de los principios actuales del Derecho penal moderno donde el fiscal o agente estatal equivalente debe probar la culpa del acusado y no este último su inocencia. Podría traducirse como "ante la duda, a favor del reo".
Su aplicación práctica está basada en el principio de que toda persona es inocente hasta que se demuestre su culpabilidad. En caso de que el juez no esté seguro de esta, y así lo argumente en la sentencia, deberá entonces dictar un fallo absolutorio.

## Interpretación del principio
Además de ser un refuerzo del principio de inocencia, su aplicación está relacionada con el principio de legalidad. Sabemos que para juzgar a alguien en sede penal, su conducta debió estar penada por una ley anterior a los hechos del proceso. En caso de que la pena posteriormente se agrave, se suavice o se derogue no debe aplicarse la ley vigente al momento de los hechos del proceso sino aquella más favorable al imputado "en este supuesto, estamos en presencia de la retroactividad de la ley penal". Si este ya fue condenado, su pena debe adecuarse a la legislación más benigna, incluso si ello implica su liberación.
Su contenido es la exigencia de que la sentencia de condena y, por consiguiente, la aplicación de una pena solo puede estar fundada en la certeza del tribunal que falla sobre la existencia de un hecho punible atribuible al acusado. La falta de certeza representa la imposibilidad del Estado de eliminar la situación de inocencia que ampara al imputado. Cualquier posición  distinta del juez, como la duda o la probabilidad, impiden la condena y desembocan en la absolución.
En el caso CSJN, ”Granillo Ocampo, Raúl Enrique y otros s/ recurso de queja”, 4 de febrero de 2014, la Corte Suprema de Justicia de Argentina estableció que el principio de irretroactividad de la ley penal, reconoce como única excepción la aplicación de la ley penal más benigna. El art. 2° del Código Penal de Argentina dice que ”Si la ley vigente al tiempo de cometerse el delito fuera distinta de la que exista al pronunciarse el fallo o en el tiempo intermedio, se aplicará la más benigna”. El mismo criterio se encuentra en el art. 9° de la Convención Americana sobre Derechos Humanos y el art. 15.1 del Pacto Internacional de Derechos Civiles y Políticos, los que se encuentran incorporados a la Constitución Nacional  en su art. 75, inc. 22; concluyó entonces que dado que en el caso la conducta atribuida a los imputados comenzó el 1 de noviembre de 1994 durante la vigencia de la ley 16648 y continuó ejecutándose hasta el 1 de diciembre de 1999 y aun cuando durante su último tramo ya regía la ley 25.188, corresponde aplicar la ley 16.648 por ser más benigna. El fallo recordó el criterio concordante de la Corte Interamericana de Derechos Humanos en el “Caso García Asto y Ramírez Rojas vs. Perú”,  del 25 de noviembre de 2005.
En el caso "Fernando Carrera", llamado 'La masacre de Pompeya' (2016): La CSJN concluyó que en la sentencia que confirmó la condena no se había tratado en forma imparcial y adecuada el descargo del imputado por el que se sostenía no ser responsable de los hechos. La Corte Suprema entendió que tras casi 9 años de procedimiento recursivo todavía no existía certeza, por lo que, aplicando el beneficio de la duda, concluyó que correspondía absolver a Carrera.

## Ultractividad de las leyes especiales
Es normal que ante ciertas escaladas de violencia, desastres naturales o aumento repentino de ciertos crímenes específicos, los legisladores y políticos reaccionen dictando leyes de emergencia o temporales que endurecen las penas para esos delitos que se considera que han aumentado o pueden aumentar, o penando conductas que antes no estaban penadas. La doctrina está dividida respecto si las condenas y procesos basados en esas leyes "ad hoc" están alcanzados por la aplicación de la ley más benigna.